# Луноход 1
Луноход 1 е първият от двата спускаеми апарата, изпратени от СССР към Луната с цел изследване на нейната повърхност по програмата Луноход. Космическият апарат, доставил Луноход 1 на повърхността на Луната, е Луна 17. Луноход 1 е първият апарат с дистанционно управление, движещ се по повърхността на друго космическо тяло.
Апаратът е изстрелян на 10 ноември 1970 г. в 14:44:01 стандартно време. Общата му маса е 5600 kg (само на Луноход 1 е 756 kg).
Луна 17 е изведен от паркова околоземна орбита към Луната и влиза в окололунна орбита на 15 ноември 1970 г. Осъществено е меко кацане в района на Морето на дъждовете на 17 ноември.
Основният отсек на апарата има цилиндрична форма, покрит е с голям изпъкнал капак. Висок е 1,35 m, с дължина от 2,15 m. Отсекът има осем колела с електродвигатели с независимо захранване. В горната част на корпуса е монтирана конична антена, винтова антена с насочено излъчване, четири телевизионни камери и устройства за измерване на различни характеристики на лунната почва. Оборудването включва още рентгенов спектрометър, рентгенов телескоп, детектори на космически лъчи и лазерна установка. Апаратът се захранва от слънчеви панели, монтирани на капака с обща площ 3,5 m² и мощност 180 W. Има и сребърно-кадмиеви акумулатори с капацитет 200 Ah, както и радиоизотопен генератор, работещ с полоний-20.
Луноход 1 функционира в продължение на 11 лунни дни (10,5 земни месеца) вместо първоначално предвидения срок от 3 лунни дни. Официалната дата на прекратяване на мисията е 4 октомври 1971 г., точно 14 години след изстрелването на Спутник 1. Луноход 1 изминава 10 540 m по повърхността на Луната, предавайки над 20 000 снимки и над 200 панорами.